# Gluskap

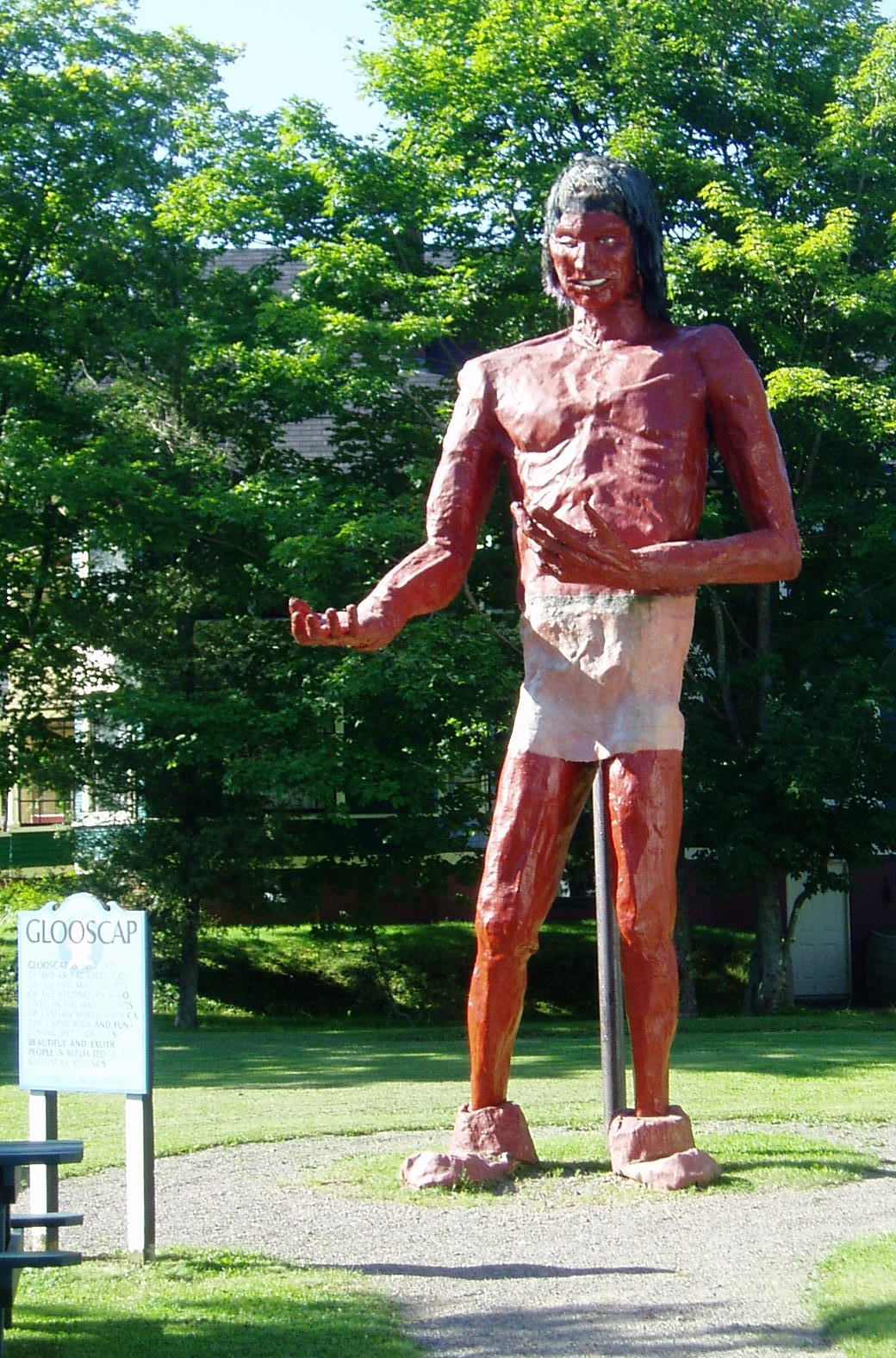
Escultura de Gluskap en Parrsboro, Nueva Escocia.

Gluskap (también escrito como Gluskabe, Glooskap, Gluskabi, Kluscap, Kloskomba o Gluskab) es una figura legendaria de los pueblos Wabanaki, aborígenes de Maine y la costa atlántica de Canadá. Es considerado el Creador, y su nombre significa «Hombre que vino de la nada» u «Hombre [creado] solo del habla». Aunque el origen de la historia es desconocido, Stanley Spicer sugiere que puede venir del contacto entre el pueblo Micmac y los vikingos, debido a las increíbles semejanzas entre esta historia y las de los dioses vikingos Thor y Odín. Las historias fueron recogidas por primera vez por el reverendo Silas Tertius Rand y más tarde por Charles G. Leland en el siglo XIX.
Hay variaciones en la leyenda de Gluskap ya que cada tribu Wabanaki la fue modificando. Sin embargo, habitualmente se muestra a Gluskap como «amable, benevolente, un guerrero contra el mal y poseedor de poderes mágicos».